# Лагарп, Фредерик Сезар
Фредерик Сезар Лагарп (фр. Frédéric-César Laharpe; первоначально de La Harpe, но в ходе Великой Французской революции изменил написание фамилии, удалив дворянскую частицу de; 6 апреля 1754, Роль — 30 марта 1838, Лозанна) — швейцарский государственный деятель, юрист, педагог, воспитатель, писатель. В русской истории известен как учитель Александра I, стремился привить ему руссоистские идеалы.

## Биография
Фредерик Сезар Лагарп родился 6 апреля 1754 года в Роле (Во, Швейцария) в семье Сигизмонда де ла Гарпа и Софи Дороти Кринсо де Коломбье.
Лагарп учился в Тюбингенском университете. В 1774 году получил степень доктора юридических наук. Сперва был адвокатом в Берне, затем по предложению Гримма  переехал в 1783 году в Санкт-Петербург, где ему были поручены научные занятия с великими князьями Александром и Константином Павловичами, но за млашего брата зарплата не предусматривалась. После начала Французской революции, идеи которой Лагарп активно поддерживал, он обратился к бернскому правительству с прошением, в котором предлагал реформы и созыв штатов. Это дало повод признать его зачинщиком беспорядков, разразившихся в подчинённом Берну кантоне Во, а враги постарались довести это до сведения петербургского двора, результатом стала потеря Лагарпом места при дворе.
В 1797 году он продал имение Жанто Эли Крюду, после чего отправился в Женеву, оттуда в Париж, где напечатал несколько брошюр против бернского аристократического правления. Когда была образована Гельветическая республика, Лагарп был членом управлявшей ею директории, а в 1798-99гг, после отстранения её руководителя, стал фактическим диктатором.
В 1801—1802 годах Лагарп приезжал в Россию. Позже жил во Франции; во время Венского конгресса ратовал за независимость кантонов Во и Аргау; конец жизни провёл на родине. В 1815 году, когда Александр I жил в Елисейском дворце, Лагарп получил от него приглашение на все обеды. А. О. Смирнова в записках называет Лагарпа «мой дяденька»: её бабушка якобы была сестрой знаменитого швейцарца.

## Семья
- Жена — Доротеа Катарина, урожденная Бётлинг (нем. Dorothea Katherine von Boehtlingk, 1774—1854). Две её сестры были замужем за Курляндскими губернаторами: Анна Мария (1762—1835) была женой Густава Матиаса фон Ламбсдорфа, а София Шарлотта (12 августа 1768—9 июля 1843) была женой Эммануила Станеке[5]:223, 229.

## Награды
- Орден Святого Андрея Первозванного 29.03.1814